# Echinopora fruticulosa
Echinopora fruticulosa is een rifkoralensoort uit de familie van de Merulinidae. De wetenschappelijke naam van de soort is voor het eerst geldig gepubliceerd in 1879 door Klunzinger.